# 1875 dans le catholicisme
Chronologie du catholicisme
- 1871
- 1872
- 1873
- 1874
- 1875
- 1876
- 1877
- 1878
- 1879

Cet article présente les faits marquants de l'année 1875 dans le catholicisme.

## Évènements
- 1875 est une Année Sainte
- 5 février : Encyclique Quod nunquam de Pie IX contre le Kulturkampf
- 15 mars : Création de 11 cardinaux par le pape Pie IX dont Henry Edward Manning converti de l'anglicanisme
- 11 mai : suppression de l’évêché de Chełm ; rattachement forcé à l’orthodoxie des derniers uniates de Pologne
- 17 septembre : Création de 6 cardinaux par le pape Pie IX

## Naissances
- 6 janvier : Paul-Louis Touzé, prélat français, évêque auxiliaire de Paris († 16 novembre 1960)
- 11 janvier : Gervais Quenard, prêtre et missionnaire français, supérieur général des Augustins de l'Assomption († 6 février 1961)
- 15 janvier : Bienheureux Louis Variara, prêtre salésien italien, fondateur des Filles des Sacrés Cœurs de Jésus et de Marie († 1er février 1923)
- 18 janvier : René-Pierre Mignen, prélat français, archevêque de Rennes († 1er novembre 1939)
- 25 janvier : Sylvain van Hee, prélat jésuite et missionnaire belge, vicaire apostolique de Kwango († 26 mars 1960)
- 1er février : Bienheureux Jacques de Ghazir, prêtre capucin italien, fondateur des Franciscaines de la Croix du Liban († 26 juin 1954)
- 3 février : Jean Viollet, prêtre et résistant français, Juste parmi les nations († 26 décembre 1956)
- 2 mars : Bienheureuse Mariantonia Samà, religieuse et mystique italienne († 27 mai 1953)
- 11 mars : Louis-Augustin Marmottin, prélat français, archevêque de Reims († 9 mai 1960)
- 25 avril : 
  - Bienheureuse Marie de Saint Joseph Alvarado Cardozo, religieuse vénézuélienne, fondatrice des Augustines récollettes du Sacré-Cœur de Jésus († 2 avril 1967)
  - Florian Demange, prélat et missionnaire français, vicaire apostolique de Daegu († 9 février 1938)
  - Bienheureux Valeriu Traian Frențiu, prélat gréco-catholique roumain, évêque d'Oradea, martyr du communisme († 11 juillet 1952)
- 5 mai : Alexander Frison, prélat allemand de la Volga, martyr en URSS († 20 juin 1937)
- 12 mai : Pierre Favret, prêtre et archéologue français († 9 mai 1950)
- 4 juin : Bienheureux Eloi de Bianya, religieux capucin et martyr espagnol († 28 juillet 1936)
- 6 juin : John Burke, prêtre pauliste et journaliste américain († 30 octobre 1936)
- 30 juin : Giuseppe Bruno, cardinal italien de la Curie († 10 novembre 1954)
- 9 juillet : Jean Barbier, prêtre et écrivain français († 31 octobre 1931)
- 25 juillet : Francis Dessain, footballeur puis prêtre belge († 23 août 1951)
- 10 août : Georges Rutten, prêtre, syndicaliste et homme politique belge († 26 mai 1952)
- 11 août : Henri Pérennès, prêtre et historien français († 5 mars 1951)
- 5 septembre : René Cardaliaguet, prêtre et journaliste français († 13 octobre 1950)
- 22 septembre : Ferdinand Perier, prélat et missionnaire belge, archevêque de Calcutta († 10 novembre 1968)
- 12 octobre : Ivanhoé Caron, prêtre, historien et archiviste canadien († 1941)
- 22 octobre : Théodore Monbeig, prêtre, botaniste et missionnaire français assassiné en Chine
- 26 novembre : Ferdinand Cavallera, prêtre jésuite, théologien et enseignant français († 10 mars 1954)
- 3 décembre : Bienheureux Bernhard Lichtenberg, prêtre, opposant au nazisme et martyr allemand († 5 novembre 1943)
- 12 décembre : Sainte Marie de la Paix Giuliani, religieuse franciscaine, missionnaire et martyre en Chine († 9 juillet 1900)
- 25 décembre : Theodor Innitzer, cardinal autrichien, archevêque de Vienne († 9 octobre 1955)

## Décès
- 4 janvier : Michael von Deinlein, prélat allemand, archevêque de Bamberg (° 26 octobre 1800)
- 15 février : Edward John Horan, prélat canadien, évêque de Kingston puis évêque titulaire de Chrysopolis-en-Arabie (de) (° 26 octobre 1817)
- 25 février : Luigi Natoli, prélat italien, archevêque de Messine (° 15 juin 1799)
- 1er mars : Maximin Giraud, témoin de l'apparition mariale de La Salette (° 26 août 1835)
- 8 mars : Lorenzo Barili, cardinal italien, diplomate du Saint-Siège (° 1er décembre 1801)
- 2 avril : Saint François Coll Guitart, prêtre dominicain et missionnaire espagnol, fondateur des Dominicaines de l'Annonciation (° 18 mai 1812)
- 26 avril : Jean-François Jolibois, prêtre et historien français (° 30 mai 1794)
- 24 mai : Ambrose St. John, prêtre anglican puis catholique britannique (° 1815)
- 25 mai : Henri Plantier, prélat français, évêque de Nîmes (° 3 mars 1813)
- 28 mai : François-Augustin Gérault, prêtre et historien français (° 31 mars 1801)
- 1er juin : Jean-Benoît Cochet, prêtre, archéologue et préhistorien français (° 7 mars 1812)
- 9 juillet : Césaire Mathieu, cardinal français, archevêque de Besançon (° 20 janvier 1796)
- 15 juillet : Charles La Rocque, prélat canadien, évêque de Saint-Hyacinthe (° 15 novembre 1809)
- 16 septembre : Gaspare Grasselini, cardinal italien de la Curie (° 19 janvier 1796)
- 29 septembre : Auguste Marie Martin, prélat et missionnaire français aux États-Unis, premier évêque de Natchitoches (° 1er février 1803)
- 13 octobre : Antoine-Charles Cousseau, prélat français, évêque d'Angoulême (° 7 août 1805)
- 17 octobre : Salvatore Nobili Vitelleschi, cardinal italien de la Curie (° 18 juillet 1818)
- 24 octobre : Jacques-Paul Migne, prêtre, imprimeur, journaliste, journaliste et éditeur français (° 5 septembre 1800)
- 1er novembre : Jean-Baptiste-Irénée Callot, prélat français, évêque d'Oran (° 22 novembre 1814)
- 15 novembre : Jean-Baptiste Baudoin, prêtre français, missionnaire en Islande (° 11 janvier 1831)
- 17 novembre : Jacques Ginoulhiac, prélat français, archevêque de Lyon (° 3 décembre 1806)
- 19 novembre : Pietro de Silvestri, cardinal italien de la Curie (° 23 octobre 1800)
- 24 novembre : Joseph Othmar von Rauscher, cardinal autrichien, archevêque de Vienne (° 6 octobre 1797)
- 29 décembre : Jean-Claude Duret, prélat et missionnaire français, vicaire apostolique de Sénégambie (° 5 décembre 1824)
- Date précise inconnue : Mathieu Orsini, prêtre et écrivain français (° 1802)